# Rhoda Griffis
Rhoda Griffis (Raleigh, North Carolina, 9 januari 1965) is een Amerikaanse actrice.

## Biografie
Griffis, die op zevenjarige leeftijd al op het toneel stond, volgde de North Carolina School of the Arts. Ze speelde onder andere de rol van Lady Macbeth. Ook speelde ze in de toneelstukken Angels in America, Proof, Intimate Apparel, Collected Stories, Dinner with Friends en Dark at the Top of the Stairs.
Haar eerste grote filmrol was die van Jacqueline Kennedy in Jonathan Kaplans film Love Field (1992), al had ze daarvoor al gespeeld in de televisiefilm A Mother's Right: The Elizabeth Morgan Story (1992), een film over een geruchtmakende voogdijzaak. Ook speelde ze in Road Trip (2000), Song Catcher (2000), Runaway Jury (2003), Walk the Line (2005) en One Missed Call (2008). Griffis trad daarnaast op in verschillende televisiefilms en -series, waaronder Matlock, One Tree Hill en Army Wives.

## Filmografie

### Films
- 1992: A Mother's Right: The Elizabeth Morgan Story
- 1992: Love Field
- 1993: The Program
- 1993: The Conviction of Kitty Dodds
- 1993: A Family Torn Apart
- 1993: Scattered Dreams
- 1994: On Promised Land
- 1994: One of Her Own
- 1994: Cobb
- 1995: Big Dreams & Broken Hearts
- 1995: The Sister-in-Law
- 1995: Something to Talk About
- 1996: A Season in Purgatory
- 1996: To Love, Honor, and Deceive
- 1997: Close to Danger
- 1997: Perfect Crime
- 1997: Midnight in the Garden of Good and Evil
- 1998: From the Earth to the Moon
- 1998: Mama Flora's Family
- 1998: The Tempest
- 1999: Doomsday Man
- 1999: The Rage: Carrie 2
- 1999: The Hunley
- 1999: The Price of a Broken Heart
- 1999: Chill Factor
- 2000: A Good Baby
- 2000: Songcatcher
- 2000: Road Trip

- 2001: Rustin
- 2002: Run Ronnie Run
- 2002: New Best Friend
- 2002: Jo
- 2002: The Locket
- 2003: A Touch of Fate
- 2003: Runaway Jury
- 2004: No Witness
- 2004: Bobby Jones: Stroke of Genius
- 2004: The Lost Cause
- 2004: The Madam's Family: The Truth About The Canal Street Brothel
- 2005: Black Oasis
- 2005: Odd Girl Out
- 2005: Our Very Own
- 2005: Walk the Line
- 2005: Dreamer: Inspired by a True Story
- 2005: The Unseen
- 2005: The Gospel
- 2005: Snow Wonder
- 2006: Big Momma's House 2
- 2006: For One Night
- 2006: Broken Bridges
- 2006: We Are Marshall
- 2007: Girl, Positive
- 2007: American Summer
- 2008: One Missed Call
- 2008: Living Proof
- 2012: Flight
- 2016: Hidden Figures

### Televisieseries
- 1986: Matlock
- 1988: In the Heat of the Night
- 1988: Dawson's Creek
- 2003: One Tree Hill
- 2005: Palmetto Pointe
- 2005: Surface
- 2007: Army Wives
- 2018, 2021: Fear the Walking Dead, als Vivian